# Wannenkopf
Le Wannenkopf est une montagne d'une altitude de 1 712 mètres dans le massif des Alpes d'Allgäu, en Allemagne.

## Géographie

### Topographie
Le Wannenkopf s'élève à environ 3,5 km à l'ouest d'Obermaiselstein. Au sud, au-delà de la montagne, une route passe par le col du Riedberg (1 420 m d'altitude), situé à environ 1,8 km au sud-ouest, qui relie Hittisau (Vorarlberg, Autriche) à l'ouest et Fischen im Allgäu (Bavière, Allemagne) à l’est. La plus grande montagne voisine à l'ouest est le Riedberger Horn (1 786 m d'altitude).
Le Bolgenach coule au nord du Wannenkopf et le Schönberger Ach au sud. Ce sont des affluents Weiler Ach, qui se jette dans l'Iller par l'ouest.
La proéminence du Wannenkopf est d'au moins 112 m, son isolation topographique est de 2,2 km, le Riedberger Horn étant dans chaque cas la montagne de référence.

## Ascension
En venant du col du Riedberg, le Wannenkopf peut être atteint en passant par le village de Grasgehren. Au nord de la montagne se trouve l'Obere Bolgenalpe (1 367 m d'altitude) dans la vallée du Bolgenach.